# Matthias Bergmann (Musiker)
Matthias Bergmann (* 7. März 1972 in Emden) ist ein deutscher Trompeter und Flügelhornist des Modern Jazz.

## Leben und Wirken
Bergmann war 1989 Preisträger bei Jugend jazzt, erhielt 1991 einen Förderpreis beim Jazz Workshop in Trier und war von 1991 bis 1996 im Jugendjazzorchester Niedersachsen sowie 1995 bis 1997 im Bundesjazzorchester. 1992 bis 1997 studierte er am Konservatorium in Hilversum (heute Conservatorium van Amsterdam) u. a. bei dem Trompeter Ruud Breuls und Rob Madna. Er lebt seit 1997 in Köln.
Ab 1998 war Bergmann Mitglied in Peter Herbolzheimers Rhythm Combination and Brass. Er ist Mitgründer des Cologne Contemporary Jazz Orchestra und spielte u. a. im Quartett des Pianisten Andreas Schnermann, im Sextett von Florian Ross (Goethe-Institut Tourneen 2002 in Indien und 2003 in Mexiko), mit der Band Soko (um den niedersächsischen Saxophonisten Otto Jansen und den Bassisten Manfred Sauga, mit afrikanischen Musikern, Princess of the Sun 1998, Preisträger Jazz Podium Niedersachsen 1996) und Five (Preisträger Jazz Podium Niedersachsen 1999, 2001, mit dem Saxophonisten Volker Winck), mit der Christoph Eidens Band (China Tournee 2001), dem J. Moods Quartet, im Duo mit dem Pianisten Jürgen Friedrich (damit Preisträger Jazz Podium Niedersachsen 2001), im Quintett des Saxophonisten Frank Sackenheim und leitet eigene Quintette (teilweise mit dem Saxophonisten Paul Heller als Ko-Leader). Zu hören ist er u. a. auch auf Jürgen Friedrichs Semi Song (2022).
2008 erschien Bergmanns erstes eigenes Album Still Time (Jazz4Ever) in Quintettbesetzung mit Claudius Valk (Saxophon), Hanno Busch (Gitarre), Cord Heineking (Bass), Jens Düppe (Schlagzeug) und Hendrik Soll (Klavier/Fender Rhodes); 2016 folgte das Album All the Light (FloatMusic). In wechselnden Besetzungen um sein Quartett präsentierte er sich auf Pretend It’s a City (2022).
Bergmann lehrte von 2001 bis 2022 Trompete an der Glen Buschmann Jazzakademie in Dortmund und auf Jazz-Workshops. Er unterrichtete bis 2006 regelmäßig am Prager Konservatorium. Seit 2008 hat er einen Lehrauftrag für Jazztrompete an der Musikhochschule Köln, seit 2019 auch an der Hochschule für Musik Mainz.